# Guillaume Raineau
Guillaume Raineau (ur. 29 czerwca 1986 w Nantes) – francuski wioślarz, reprezentant Francji w wioślarskiej czwórce bez sternika wagi lekkiej podczas Letnich Igrzysk Olimpijskich w Pekinie.

## Osiągnięcia
- Mistrzostwa Świata – Monachium 2007 – dwójka bez sternika wagi lekkiej – 4. miejsce[1].
- Mistrzostwa Europy – Poznań 2007 – czwórka bez sternika wagi lekkiej – 7. miejsce[2].
- Igrzyska Olimpijskie – Pekin 2008 – czwórka bez sternika wagi lekkiej – 4. miejsce[1].
- Mistrzostwa Europy – Ateny 2008 – czwórka bez sternika wagi lekkiej – 4. miejsce[2].
- Mistrzostwa Świata – Poznań 2009 – czwórka bez sternika wagi lekkiej – 4. miejsce[2].
- Mistrzostwa Europy – Montemor-o-Velho 2010 – czwórka bez sternika wagi lekkiej – 6. miejsce[2].